# Coppa dei Campioni d'Africa 1971
La Coppa dei Campioni d'Africa 1971 è stata la settima edizione del massimo torneo calcistico africano per squadre di club maggiori maschili.

## Avvenimenti
Il torneo vide, per la prima volta nella sua storia, la vittoria del Canon Yaoundé: i due incontri di finale, che videro i campioni del Camerun opposti ai detentori dell'Asante Kotoko, si conclusero con una vittoria per ciascuna delle due contendenti. Dato che il regolamento non prevedeva il computo delle reti segnate da ciascuna squadra, si dovette disputare un terzo incontro di spareggio: l'esito della gara, sospesa a otto minuti dalla conclusione per problemi di ordine pubblico, fu dichiarato favorevole al Canon che prima dell'interruzione conduceva l'incontro per 1-0.

## Risultati
Fonte:

### Primo turno
| Squadra 1       | Totale          | Squadra 2         | Andata | Ritorno |
| --------------- | --------------- | ----------------- | ------ | ------- |
| Al-Merrikh      | 2 - 2 (5-4 dcr) | Tele SC           | 2 - 1  | 0 - 1   |
| Abaluhya United | 1 - 3           | Great Olympics    | 0 - 0  | 1 - 3   |
| Diaraf          | 3 - 4           | Stade Malien      | 3 - 0  | 0 - 4   |
| Maseru Utd      | 3 - 5           | MMM Toamasina     | 1 - 2  | 2 - 3   |
| Porto-Novo      | 0 - 3           | Vita Club Mokanda | 0 - 1  | 0 - 2   |
| Canon Yaoundé   | 9 - 4           | Solidarité        | 7 - 3  | 2 - 1   |
| Espérance       | 1 - 0           | Al-Ahly Bengasi   | 0 - 0  | 1 - 0   |
| Secteur 6       | 1 - 2           | Enugu Rangers     | 1 - 1  | 0 - 1   |
| Young Africans  | 2 - 0           | Lavori Pubblici   | 2 - 0  | 0 - 0   |

### Secondo turno
| Squadra 1         | Totale          | Squadra 2        | Andata | Ritorno |
| ----------------- | --------------- | ---------------- | ------ | ------- |
| Kaloum Star       | 4 - 5           | Enugu Rangers    | 3 - 3  | 1 - 2   |
| Al-Merrikh        | 2 - 2 (4-5 dcr) | Asante Kotoko    | 2 - 1  | 0 - 1   |
| MMM Toamasina     | 2 - 5           | Great Olympics   | 2 - 1  | 0 - 4   |
| Stade Malien      | 3 - 4           | ASEC Mimosas     | 2 - 2  | 1 - 2   |
| Vita Club Mokanda | 1 - 4           | Dynamic Togolais | 1 - 2  | 0 - 2   |
| Vita Club         | 3 - 3 (3-4 dcr) | Canon Yaoundé    | 2 - 0  | 1 - 3   |
| Coffee Utd        | a tav.          | Young Africans   | -      | -       |
| Ismaily           | a tav.          | Espérance        | -      | -       |

### Quarti di finale
| Squadra 1        | Totale | Squadra 2      | Andata | Ritorno |
| ---------------- | ------ | -------------- | ------ | ------- |
| Coffee Utd       | 0 - 2  | Great Olympics | 0 - 0  | 0 - 2   |
| Enugu Rangers    | 0 - 3  | ASEC Mimosas   | 0 - 1  | 0 - 2   |
| Dynamic Togolais | 4 - 6  | Canon Yaoundé  | 1 - 2  | 3 - 4   |
| Ismaily          | 0 - 3  | Asante Kotoko  | 0 - 0  | 0 - 3   |

### Semifinali
| Squadra 1      | Totale | Squadra 2     | Andata | Ritorno |
| -------------- | ------ | ------------- | ------ | ------- |
| ASEC Mimosas   | 3 - 5  | Canon Yaoundé | 2 - 1  | 1 - 4   |
| Great Olympics | 1 - 2  | Asante Kotoko | 1 - 1  | 0 - 1   |

### Finale

#### Andata
| Kumasi 5 dicembre 1971                                        | Asante Kotoko | 3 – 0 | Canon Yaoundé | Kumasi Stadium |
| \| \| \| \| \| Gariba 15’, 60’ Essuman 15’ \| Marcatori \| \| |               |       |               |                |
|                                                               |               |       |               |                |
| Gariba 15’, 60’ Essuman 15’                                   | Marcatori     |       |               |                |

#### Ritorno
| Yaoundé 19 dicembre 1971 | Canon Yaoundé | 2 – 0 | Asante Kotoko | Stadio Militare |

#### Spareggio
| Yaoundé 21 dicembre 1971                    | Canon Yaoundé | 1 – 0 | Asante Kotoko | Stadio Militare |
| \| \| \| \| \| Etemé 72’ \| Marcatori \| \| |               |       |               |                 |
|                                             |               |       |               |                 |
| Etemé 72’                                   | Marcatori     |       |               |                 |